# Cruz del Coso

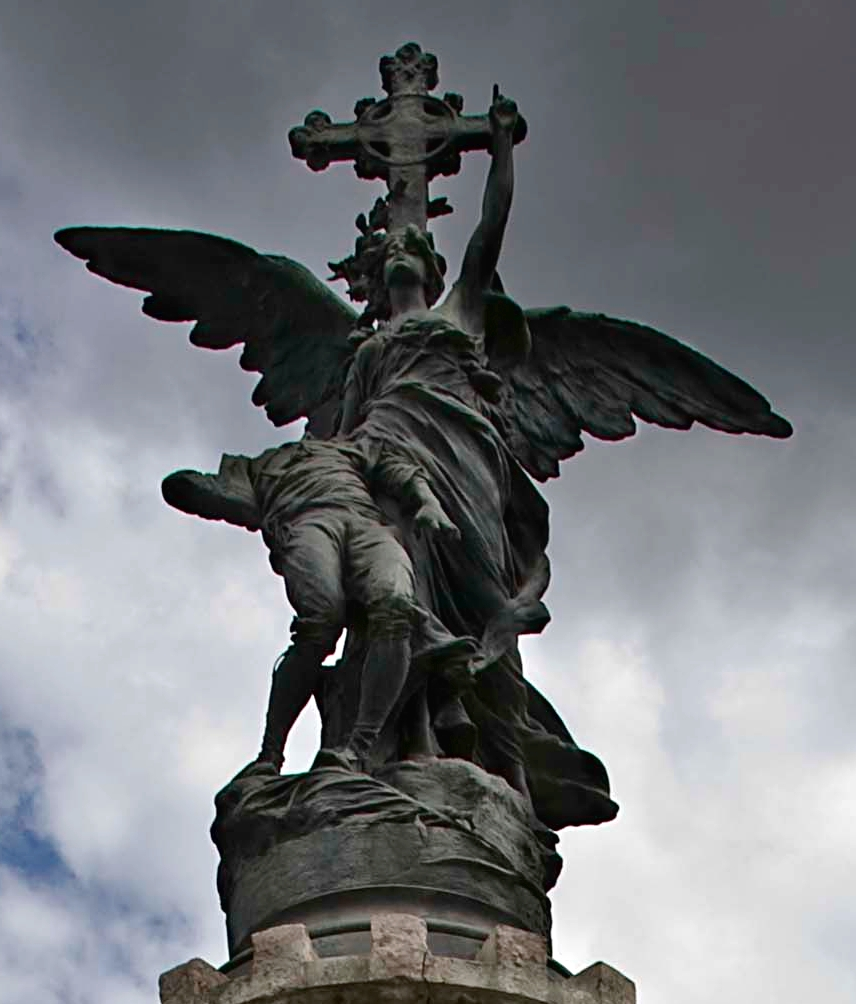
Representación de la cruz del coso en el Monumento a los mártires de la Plaza de España de Zaragoza

La Cruz del Coso es un monumento desaparecido de la ciudad de Zaragoza (España).
En el llamado Coso, donde en la Edad Media se celebraban las grandes carreras de caballos, en medio de la calle se elevó en el siglo XV un suntuoso humilladero o templete de dos cuerpos todo de piedra en forma redonda con sus columnas muy bien lavadas puestas en el contorno de trecho en trecho y en su centro una gran cruz de piedra dorada. El objeto propuesto por los autores de este monumento fue eternizar la memoria de muchos de los innumerables mártires de esta ciudad que en aquel lugar fueron pasados a cuchillo y quemados durante la persecución de Daciano cuyas cenizas fueron trasladadas después a la iglesia de las Santas Masas. Por ese motivo una de las puertas más antiguas de la ciudad que se hallaba allí delante se denominaba Puerta Cinegia tomando sin duda este nombre de dichas cenizas y así parecía indicarlo una inscripción en caracteres góticos que había en el arco que se renovó en 1492 para solemnizar el recibimiento y fiesta de los reyes Católicos cuando vinieron de la conquista de Granada.
Este monumento magnífico fue ampliado en 1592 por la Diputación del reino de Aragón y lo reedificó la misma en el año 1682. Fernando VI, rey de España, reparó su cúpula en el año 1749 y Carlos III le aumentó esplendor y hermosura en el año 1767.
Dicha Diputación celebraba todos los años una fiesta a este divino simulacro el día 3 de noviembre hasta que Felipe V abolió las leyes de Aragón y estableció las de Castilla con cuya novedad se suspendió esta y otras festividades a que acudía el Virey de este reino con su antigua Audiencia.
Noticioso de esto el Felipe V y no queriendo privar a los zaragozanos de tan piadosas memorias por real orden de 13 de febrero de 1712 comunicada por su mismo ministro el obispo de Gironda, mandó se continuasen las mismas fiestas pagándolas de su real erario y que todas las noches se encendiera el farol de la Cruz del Coso comunicando al propio tiempo las órdenes convenientes a la Intendencia y contaduría del reino para que satisficieran a la Audiencia del mismo la suma que graduasen para ocurrir a los gastos de estas fiestas sin declinación de la decencia como también el importe de las ejecutadas hasta aquel día.
El año 1808 pereció este célebre monumento en los sitios de Zaragoza.
Restituido el gobierno legítimo se creó una Junta encargada de su reedificación y aprobados los planos se dio principio a la obra sin más fondos que las limosnas de los fieles con las cuales se construyó un zócalo y escalinata con una cruz sencilla, todo de piedra sillería y circundado de unas primorosas verjas de hierro traídas de Vizcaya en cuya puerta se hallaba el escudo de armas de Zaragoza, o sea el león rampante todo dorado.
En este monumento se celebró una misa todos los años el referido día tres de noviembre por disposición del Ayuntamiento de la ciudad hasta que durante la guerra civil del siglo XIX se consideró conveniente su derribo habiéndose destinado el valor de sus fragmentos para la compra de parte de los útiles y herramientas de una compañía de bomberos.